# Егорова, Нина Николаевна
Нина Николаевна Егорова — советский хозяйственный и государственный деятель, лауреат Государственной премии СССР за выдающиеся достижения в труде.

## Биография
Родилась в 1946 году в деревне Лодыгино. Член КПСС.
В 1964—2000 — ткачиха Красноволжского хлопчатобумажного комбината Министерства текстильной промышленности РСФСР в городе Кинешма Ивановской области.
За увеличение производства и повышение качества товаров народного потребления и продуктов питания на основе совершенствования технологических процессов и организации труда была в составе коллектива удостоена Государственной премии СССР за выдающиеся достижения в труде 1978 года.
Депутат Верховного Совета РСФСР 10-го и 11-го созывов. Делегат XXVI съезда КПСС.
Жила в Ивановской области.

## Награды
- Орден Ленина (1984)
- Орден Знак Почёта (1977)
- Орден Трудовой Славы III степени (1975)